# Mitte und Maß
Das Buch von Mitte und Maß (chinesisch 中庸, Pinyin Zhōng Yōng) ist eines der Vier Bücher, die Zhu Xi zu den grundlegenden Werken des Konfuzianismus erklärt hatte. Es ist ein Abschnitt des Buchs der Riten.
Seine Autorschaft wird traditionell Zisi (子思,  Zǐsī), einem Enkel des Konfuzius zugeschrieben, was jedoch umstritten ist.
Das Zhong Yong besteht aus zwei Teilen mit insgesamt 33 Kapiteln.

## Inhalt
Hauptinhalt ist die Diskussion des goldenen Weges (dao), der durch ein Mandat des Himmels bestimmt ist und jedem Menschen ermöglicht, ein im konfuzianischen Sinne tugendhaftes Leben zu führen. Wer diesem Weg folgt, wird ein Edler (君子,  junzi).

## Übersetzungen
Wolfgang Kubin: Das große Lernen / Maß und Mitte (= Klassiker des chinesischen Denkens. Band 5). Herder, Freiburg im Breisgau 2014, ISBN 978-3-451-33275-3.
Enthält den chinesischen Originaltext mit Lesungshilfen, Übersetzung und Kommentar. Das Zhongyong nimmt die S. 75-147 ein.
The four books : Confucian analects, the Great Learning, the doctrine of the mean, and the works of Mencius / with English transl. and notes by James Legge. Shanghai Chinese Book Company, 1930.
Enthält den chinesischen Originaltext, Übersetzung und Kommentar. Das Zhongyong nimmt die S. 347-427 ein.